# Леверкузен
Леверку́зен (нім. Leverkusen) — позарайонне місто та середній центр (за німецькою класифікацією) на півдні землі Північний Рейн-Вестфалія. 
Місто належить до адміністративного округу Кельн, географічно розташоване на історичній території Бергішес-Ланд і Рейнської області. 
У Леверкузені річка Вуппер впадає в Рейн.
Місто розташоване на північно-східній межі з Кельном і належить до Рейнсько-Рурського столичного регіону. 
Маючи 163,8 тисячі мешканців (за даними на кінець 2018 року), це місто є одним з найменших міст у списку великих міст землі. 
У Леверкузені знаходиться штаб-квартира фармацевтичної компанії «Байєр» та однойменний футбольний клуб. 
Місто було засноване в 1930 році в результаті злиття міста Вісдорф з комунами Шлебуш, Штайнбюхель та Райндорф 
.

## Етимологія
Місто завдячує своїм ім'ям фармацевту та підприємцю-хіміку Карлу Леверкузу, чия сім'я походила з гофшафта Леверкузен у районі сучасного міста Ремшайд. 
Леверкуз заснував хімічний завод біля Вісдорфа на Рейні приблизно в середині 19 століття і дав поселенню своїх робітників ім'я Леверкузен — так називалося родове гніздо в Леннепі
. 
У 1930 році назва перейшла до новоствореного міста Леверкузен.

## Історія
Сучасна територія міста була сформована в 1975 році шляхом злиття Леверкузена з районним містом Опладен і містом Бергіш-Нойкірхен і приєднання селища Гітдорф , яке раніше було частиною міста Монгайм. 
Тоді ж місто було поділено на три адміністративні округи, два з яких були сформовані на території Опладена (округи II та III). 
Таким чином, у Леверкузені є три великі центри зі своїми пішохідними зонами. 
Вони розташовані в районах Леверкузен-Мітте (Вісдорф), Шлебуш та Опладен. 
Опладен також відомий як ворота в Бергішес-Ланд 
. 
Міські райони Бергіш-Нойкірхен, Кеттінген, Люценкірхен, Штайнбюхель та частково Шлебуш знаходяться на заході Бергішес-Ланд. 
Решта міста знаходиться на Нижньорейнській низовині.

## Клімат
| Клімат Леверкузена (2015—2020)                                                                             | Клімат Леверкузена (2015—2020) | Клімат Леверкузена (2015—2020) | Клімат Леверкузена (2015—2020) | Клімат Леверкузена (2015—2020) | Клімат Леверкузена (2015—2020) | Клімат Леверкузена (2015—2020) | Клімат Леверкузена (2015—2020) | Клімат Леверкузена (2015—2020) | Клімат Леверкузена (2015—2020) | Клімат Леверкузена (2015—2020) | Клімат Леверкузена (2015—2020) | Клімат Леверкузена (2015—2020) | Клімат Леверкузена (2015—2020) |
| Показник                                                                                                   | Січ.                           | Лют.                           | Бер.                           | Квіт.                          | Трав.                          | Черв.                          | Лип.                           | Серп.                          | Вер.                           | Жовт.                          | Лист.                          | Груд.                          | Рік                            |
| Середній максимум, °C                                                                                      | 6,7                            | 8,9                            | 11,8                           | 16,1                           | 20,7                           | 24,4                           | 25,8                           | 25,6                           | 21,4                           | 15,7                           | 10,6                           | 8,8                            | 16,4                           |
| Середня температура, °C                                                                                    | 4,2                            | 5,3                            | 7,7                            | 11,3                           | 15,4                           | 19,2                           | 20,8                           | 20,1                           | 16,1                           | 11,9                           | 7,7                            | 6,4                            | 12,2                           |
| Середній мінімум, °C                                                                                       | 1,7                            | 2,0                            | 3,7                            | 5,8                            | 10,1                           | 14,0                           | 15,4                           | 15,0                           | 11,6                           | 8,5                            | 4,9                            | 3,9                            | 8,1                            |
| Норма опадів, мм                                                                                           | 69                             | 62                             | 69                             | 37                             | 51                             | 78                             | 60                             | 71                             | 55                             | 50                             | 71                             | 71                             | 744                            |
| Днів з опадами                                                                                             | 20                             | 15                             | 18                             | 11                             | 12                             | 15                             | 12                             | 15                             | 11                             | 17                             | 16                             | 19                             | 181                            |
| --- | ------------------------------ | ------------------------------ | ------------------------------ | ------------------------------ | ------------------------------ | ------------------------------ | ------------------------------ | ------------------------------ | ------------------------------ | ------------------------------ | ------------------------------ | ------------------------------ | ------------------------------ |
| Джерело: Klima Leverkusen — Wetterdienst.de. Архів оригіналу за 19 квітня 2021. Процитовано 6 лютого 2021. |                                |                                |                                |                                |                                |                                |                                |                                |                                |                                |                                |                                |                                |

## Населення
Чисельність населення міста, станом на 31 грудня 2018 року, налічувала 163 838 мешканців. Динаміка населення:
Конфесійний склад населення
| Рік  | Римо-католики   | Протестанти     | Инші чи атеїсти |
| 2012 | 62 392 (38,5 %) | 35 668 (22,0 %) | 63 949 (39,5 %) |
| 2014 | 61 528 (37,6 %) | 34 154 (20,9 %) | 68 032 (41,6 %) |
| 2017 | 59 693 (35,8 %) | 32 163 (19,3 %) | 74 881 (44,9 %) |

## Відомі люди
Уродженці
- Отто Гекман — німецький астроном.
- Джі-Інь Чо — німецька співачка та музикант корейського походження.
- Бернд Дреєр — німецький футболіст.
- Детлеф Шремпф — німецький професіональний баскетболіст.

Мешканці
- Ян-Ґреґор Кремп — німецький актор театру, кіно та телебачення.
- Ганс-Андре Штамм — німецький органіст та композитор.

## Міста-побратими
- Оулу, Фінляндія (з 1968)[8]
- Бракнел, Велика Британія (з 1975)[9]
- Любляна, Словенія (з 1979)[10]
- Назарет-Ілліт, Ізраїль (з 1980)
- Чінандеґа, Нікарагуа (з 1986)
- Шведт, Німеччина (з 1989)
- Ратибор, Польща (з 2002)[11]
- Вільнев-д'Аск, Франція (з 2005)
- Усі, Китай (з 2014)[12]